# Nunatak Podlëdnyj
Nunatak Podlëdnyj (englische Transkription von russisch Нунатак Подлёдный Nunatak Podljodny, deutsch ‚Eis-Nunatak‘) ist ein spitzer Nunatak im ostantarktischen Mac-Robertson-Land. Er ragt südwestlich des Russell-Nunataks auf.
Russische Wissenschaftler benannten ihn deskriptiv.